# Audiolith
Audiolith Records ist ein Independent-Label aus Hamburg-Bahrenfeld. Audiolith veröffentlicht vorwiegend elektronische Musik und Indie-Rock. Der musikalische Stil der Veröffentlichungen variiert, einflussreich ist Audiolith etwa im Bereich des deutschsprachigen Electropunk.

## Geschichte

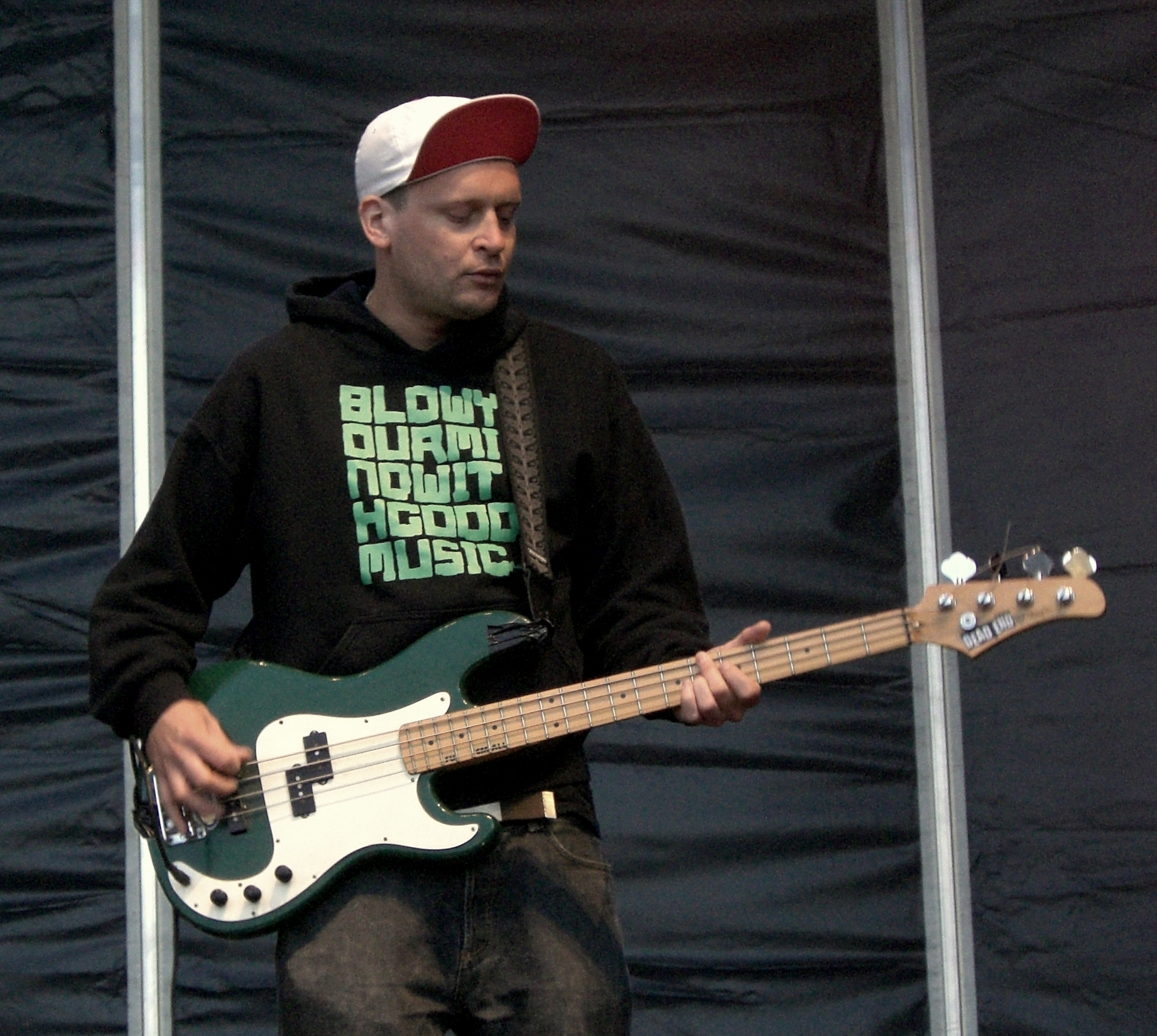
Gründer Lars Lewerenz (2009)

Das Label wurde 2003 von Lars Lewerenz gegründet, der zuvor unter anderem für das US-amerikanische Label Dim Mak gearbeitet hatte und selbst in der Band Dos Stilettos aktiv war. Die erste Veröffentlichung des Labels war die 7" Single Both Sides of the Ocean von The Dance Inc. Später kamen Veröffentlichungen von Künstlern wie Der Tante Renate, Egotronic, Frittenbude, Plemo und Saalschutz hinzu. Ein Großteil der Künstler kommt aus Deutschland, insbesondere Berlin und Hamburg, allerdings ist etwa mit Innaway auch eine kalifornische Band bei Audiolith vertreten.
2007 stellte Lewerenz nach eigenen Angaben dann fest, dass er mittlerweile fast nur noch Musik verkaufte, selbst aber nicht mehr als Musiker in Erscheinung trat. Er entschied sich zu einer Existenzgründung und verdient seitdem seinen Lebensunterhalt mit dem Label.
Im August 2009 brachte Audiolith den Sampler Doin’ Our Thing, die fünfzigste Veröffentlichung des Labels, heraus. Der Sampler umfasst neben einer CD mit 18 Titeln mehrerer unterschiedlicher Audiolith-Bands auch eine DVD mit 27 Musikvideos.
2010 veranstaltete Audiolith unter der Bezeichnung „Dorfdisko Geiselfahrt“ eine Tour durch vier kleine Dörfer (Döbeln, Oelde, Tannheim-Egelsee und Höhr-Grenzhausen), auf der Bratze, Egotronic und Frittenbude jeweils ihr neues Album vorstellten. Dazu wurden Medienvertreter eingeladen, die die Bands im Tourbus begleiteten. Im Rahmen dieser Aktion kam es zu ausführlicher Berichterstattung in diversen überregionalen Zeitungen und im Fernsehen.
Im Juli 2011 gaben Audiolith und das Berliner Label Staatsakt die Fusion beider Labels bekannt. Zunächst sollten nur einzelne Veröffentlichungen auf dem gemeinsamen Label Audioakt erscheinen und beide Labels noch parallel weiterbestehen. Bisher ist nur das Album Die Elite der Nächstenliebe der Mediengruppe Telekommander auf Audioakt erschienen.

## Struktur und finanzielle Situation
Audiolith tritt nicht ausschließlich als Plattenlabel auf, sondern ist wirtschaftlich auch als Verlag, Merchandise-Händler und Konzertagentur aktiv. Nach Angaben des Gründers ermöglicht diese Diversifikation in der Monetarisierung der vertraglich gebundenen Bands dem Unternehmen, profitabel zu bleiben, da durch Gewinne in einzelnen Sparten die Verluste anderer Geschäftsbereiche ausgeglichen werden können. Den größten Gewinn erzielt Audiolith dabei durch den Verkauf von T-Shirts.
Lewerenz, der in seiner Funktion als „A & R, Promoter [und] Produktmanager“, selbst im Interview angibt, regelmäßig sieben Tage in der Woche für das Label zu arbeiten, beschäftigt einen freien Mitarbeiter sowie einen Praktikanten. In einem Beitrag für Spiegel Online bezifferte er die Personalkosten dabei auf 2100 Euro, insgesamt müsse Audiolith im Monat 2500 bis 3000 Euro einnehmen, um rentabel zu arbeiten.
Im Gegensatz zu vielen Majorlabels, die durch illegale Musikdownloads und den Einbruch der CD-Verkäufe in den 2000er Jahren große Verluste erfuhren, profitiert Audiolith nach Aussage von Lewerenz von den Möglichkeiten des Internets. So kommuniziert das Label über den Audiolith-Street-Team-Blog mit seinen Fans und stellt dort die neuen Veröffentlichungen seiner Künstler vor. Auch sei die Marge bei MP3-Verkäufen deutlich größer als die bei CDs oder Schallplatten, so dass Audiolith diese nur noch in geringeren Mengen produziere, zumal hier auch das Risiko bestehe, größere Mengen nicht verkaufen zu können und somit totes Kapital zu generieren.

## Selbstverständnis und Zielgruppe

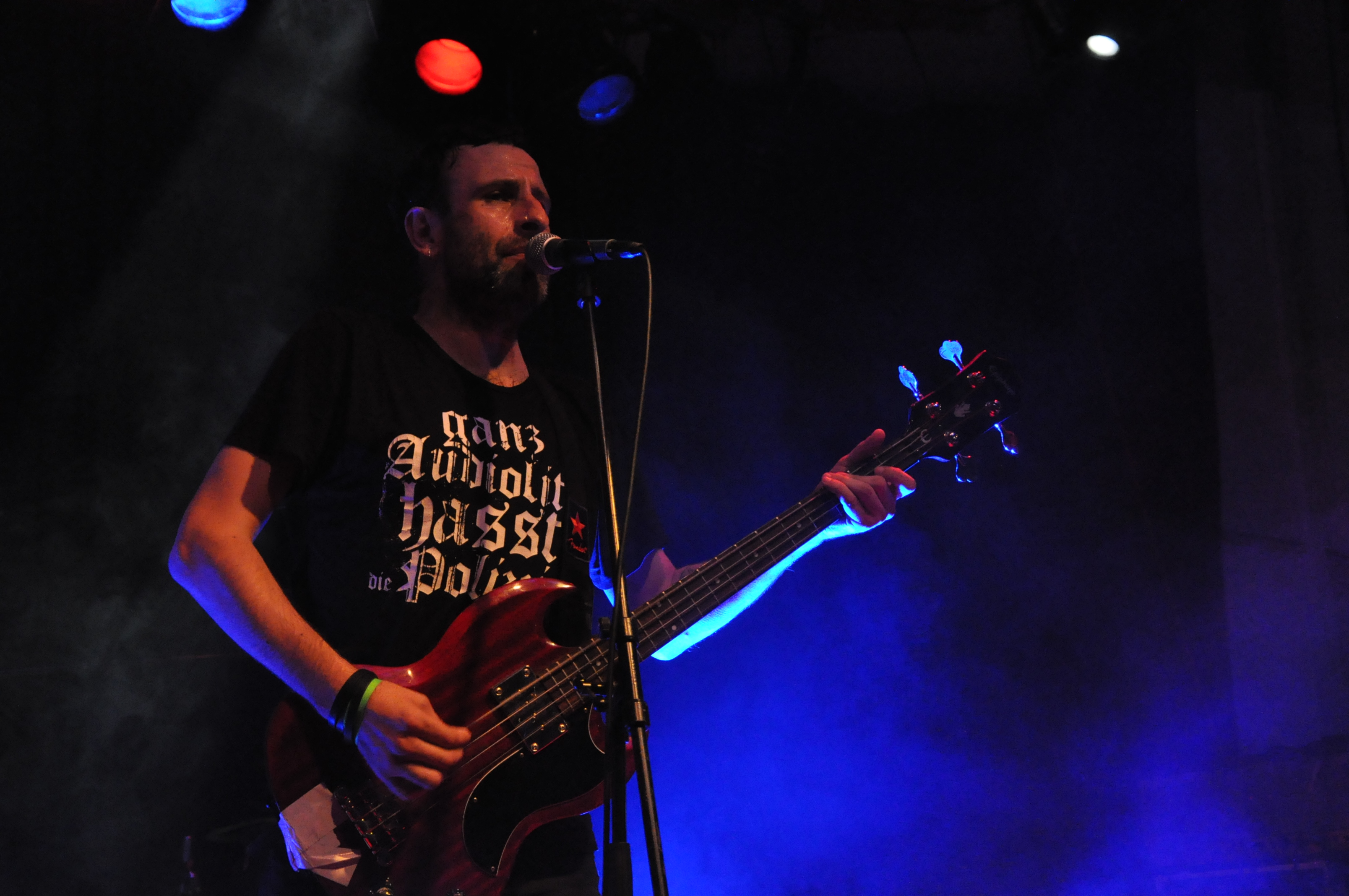
Egotronic-Sänger Torsun Burkhardt mit T-Shirt „Ganz Audiolith hasst die Polizei“ (2013)

Lars Lewerenz zufolge soll die veröffentlichte Musik „helfen, den Alltag zu bewältigen.“ Nichts liege dem Label ferner, „als nur den Partysong zum Ausrasten am Wochenende zu liefern.“ Auf den Konzerten sind seiner Beobachtung nach vor allem diejenigen „Jugendlichen [zu finden], die mit der Gesellschaft hier nicht klarkommen.“ Diese würden selbstverständlich dort auch feiern, Lewerenz sieht darin aber „auch immer ein[en] Ausgleich zum alltäglichen Leistungs- oder Konkurrenzdruck und dem öden Spaßprogramm dieser Gesellschaft.“ Es gehe dem Label nicht darum, „das Geld [aus den Fans] herauszuquetschen.“
Die Aufgabe des Labels in Bezug auf seine Künstler ist es laut Lewerenz, „gute Leute an den Start [zu] bringen“ und ihnen „den Rücken frei[zu]halten“.

## Preise und Auszeichnungen
2010 gewann das Label den Besucherpreis „Goldenen Bauzaun 2010“, der auf der Messe „Pop Up“ in Leipzig verliehen wurde.
2010 gewann Audiolith in der Kategorie „Hamburger Label des Jahres“ den „HANS“ der Interessengemeinschaft Hamburger Musikwirtschaft. Lewerenz nahm den Preis zwar an, verwendete seine Redezeit jedoch darauf, die Stadt Hamburg scharf zu kritisieren und bezeichnete Hans Albers, einen der Namensgeber des Preises, als „Scheißtyp, der die übelste Nazi-Propaganda gebuckelt hat.“ Anschließend zertrümmerte er den Preis mit einer Axt.

## Künstler (Auswahl)
- Bondage Fairies
- Captain Gips
- ClickClickDecker
- Der Tante Renate
- Destroy Degenhardt
- Ducks on Drugs
- Fuck Art, Let’s Dance!
- Haszcara
- Heinz Strunk
- Kraftklub (als In Schwarz)
- Ira Atari
- Johnny Mauser
- Kobito
- Nagel
- Mister X
- Neonschwarz
- Nagel
- Oidorno
- Okma & Relups
- Pöbel MC
- Pogendroblem
- Rampue
- Sorry 3000
- Torsun & The Stereotronics
- Tubbe
- Vandalismus
- Waving the Guns
- Yung FSK18

## Ehemalige Künstler (Auswahl)
- Olli Schulz und der Hund Marie (2008, jetzt bei Columbia Berlin)
- Juri Gagarin (2011, aufgelöst)
- Plemo (2011, später bei UAE! No Records, jetzt nicht mehr aktiv)
- Bratze (2007–2014, aufgelöst)
- Supershirt (2007–2015, aufgelöst)
- Saalschutz (2006–2017, aufgelöst)
- Frittenbude
- Feine Sahne Fischfilet (jetzt bei JKP)
- Findus (aufgelöst)
- Captain Capa (aufgelöst)
- Egotronic (aufgelöst)